# Coelotes titaniacus
Coelotes titaniacus là một loài nhện trong họ Amaurobiidae.
Loài này thuộc chi Coelotes. Coelotes titaniacus được Paolo Marcello Brignoli miêu tả năm 1977.